# Muzeul de Artă M.V. Nesterov
Muzeul de Artă M.V. Nesterov este un muzeu de artă din Ufa, Bașchiria, Rusia. A fost înființat în 1920 de către Guvernul Bașchiriei. Muzeul a fost numit în onoarea lui Mihail Nesterov, un pictor rus originar din Ufa.
Colecția muzeului include lucrări de David Burliuk, Alexei Kuznețov, Ilia Repin, Mihail Vrubel, Ivan Aivazovski, Valentin Serov, Isaac Levitan, Alexei Savrasov și Boris Kustodiev, printre alții.

## Istorie
În 1913, Mihail Nesterov, originar din Ufa, a dăruit orașului său natal o colecție unică de opere ale pictorilor ruși din a doua jumătate a secolului al XIX-lea până la începutul secolului al XX-lea, precum și aproximativ 30 de tablouri proprii. Colecția includea lucrări ale unor maeștri celebri precum Ivan Șișkin, Isaac Levitan, Nikolai Iaroșenko, Konstantin Korovin, Alexandre Benois, Vasily Polenov, Abram Arkhipov și mulți alții.
Expoziția autorităților din Ufa trebuia să fie amplasată în clădirile în construcție ale Casei Poporului Aksakov (actualul Teatru de Operă și Balet), dar construcția acesteia a fost semnificativ întârziată din cauza evenimentelor din Primul Război Mondial și a revoluțiilor din 1917. Prin urmare, până în 1919, colecția Nesterov a fost păstrată la Moscova.
Pe 7 noiembrie 1919, după eliberarea Ufei de trupele lui Kolchak, Comitetul Revoluționar provincial din Ufa a înființat, printr-o rezoluție specială, fundația Muzeului Artistic Proletar al Revoluției din Octombrie în oraș. Deoarece Casa Poporului Aksakov nu era finalizată, pentru muzeu a fost alocată casa negustorului de cherestea M. A. Laptev.
Descoperirea a fost precedată de un transport dificil al colecției Nesterov la Ufa din Moscova, prin toată Rusia distrusă de Războiul Civil. Această sarcină i-a fost încredințată unui prieten și compatriot al artistului, celebrul arhitect Ilia Bondarenko. La sosirea în Ufa, i s-a încredințat conducerea muzeului, care a fost deschis vizitării în ianuarie 1920.
I.E. Bondarenko a căutat cu sârguință noi opere pentru muzeu și până în mai 1920 colecția muzeului cuprindea 1.500 de exponate, iar biblioteca – 2.500 de volume. În anii 1920 și 1930, muzeul a fost completat activ cu exponate din fondurile muzeale din Moscova și Petrograd. Atunci au intrat în colecție lucrări de Konstantin Korovin, Pavel Kuznețov, Leonard Turjanski, Ivan Kramskoi, Vasili Perov, Mihail Vrubel, Valentin Serov, Mihail Larionov, Natalia Goncharova și mulți alți artiști celebri. De o valoare deosebită pentru colecția de pictură rusă veche au fost icoanele primite în 1921 prin Fondul Muzeal din Moscova de la cel mai mare colecționar și restaurator, Grigori Chirikov.

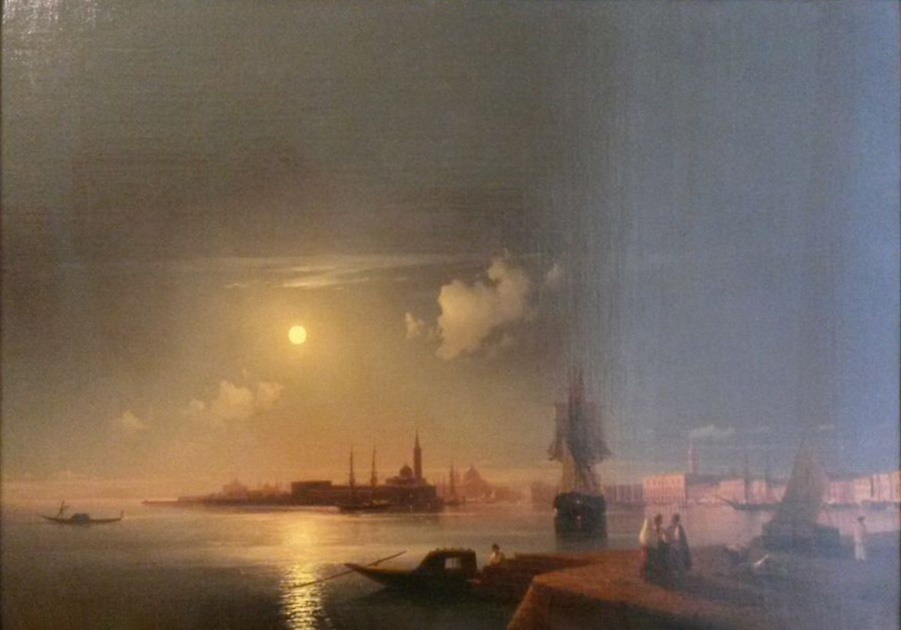

Suprafața expozițională a muzeului este de 391 m², numărul total de unități de depozitare este de peste 10.000 – sunt prezentate și picturi din perioada timpurie a lui Mihail Nesterov, o colecție de artă rusă veche și pictură rusă din secolul al XIX-lea până la începutul secolului al XX-lea, artă plastică contemporană și artă decorativă și aplicată din Bașkiria, existând și o colecție de artă vest-europeană și orientală.

## Sucursale
Meleuz (strada Karl Marx, nr. 68)
Galeria de artă Neftekamsk "Miras" (Neftekamsk, strada Stroiteley, nr. 89)
Galeria de artă Sterlitamak (Sterlitamak, strada Kommunisticheskaya, nr. 84)
Sala de expoziții "Izhad" (Ufa, strada Kosmonavtov, nr. 22)
Galerie de artă în satul Voskresenskoye, districtul Meleuzovsky

## Colecția

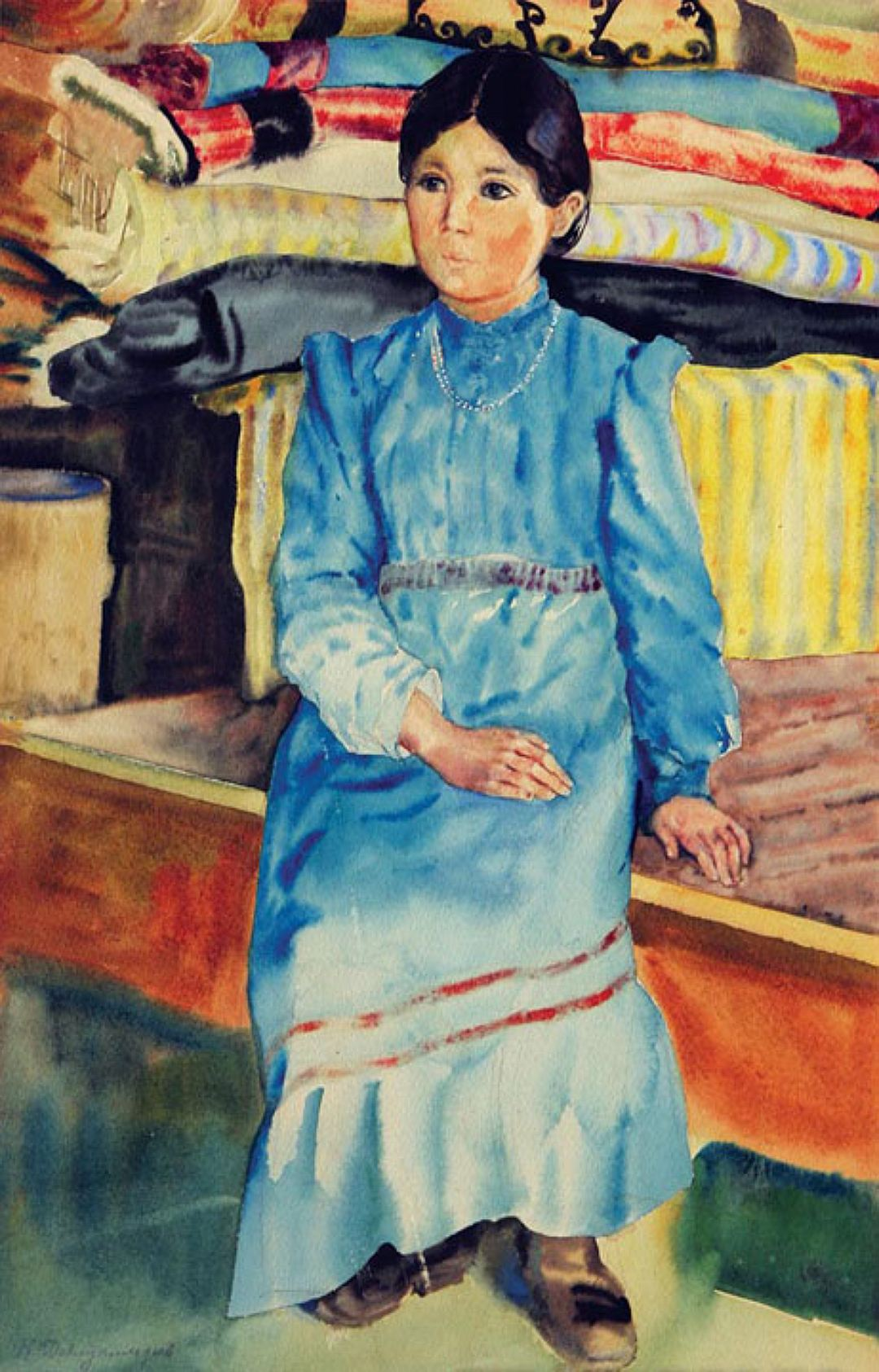
Fată bașchiră în albastru - K. Davletkildeev

În prezent, muzeul deține picturi ale unor artiști celebri din Bașkortostan precum Kassim Davletkildeev, Alexander Tiulkin, David Burliuk, Rașit Nurmuhametov, Alexey Kuznetsov, Akhmat Lutfullin, Fedor Kașceev, Adia Sitdikova, R. Halitova, Boris Domașnikov, Alexander Burzianțev, Alexander Panteleev, Vladimir Pustarnakova, graficieni precum R. Gumerov, B. Palehi, E. Saitov, Maria Elgaștina, sculpturi de Vera Morozova, Tamara Neceaeva, Boris Fuzeev, Alexander Șutova, lucrări ale maeștrilor de artă teatrală și decorativă Amir Arslanov, Galia Imașeva.
De la artiști ruși – picturi de M. Nesterov, Ilia Repin, Mihail Vrubel, Ivan Aivazovski, Valentin Serov, Isaac Levitan, Alexei Savrasov, Konstantin Korovin, desene de Boris Kustodiev, Evgheni Lansere, F. Maliavin, sculpturi de Pavel Antokolski. Valoarea principală o reprezintă cele 60 de lucrări ale lui M. Nesterov donate muzeului.
Icoane vechi, cărți tipărite și manuscrise timpurii, obiecte de artă decorativă. Pictura rusă veche expusă în muzeu aparține diferitelor școli de iconografie. Expoziția muzeului are două icoane din registrul Deisis (rânduri în iconostas): „Maica Domnului” și „Ioan Botezătorul” de un artist necunoscut de la sfârșitul secolului al XVI-lea. Colecția muzeului cuprinde peste 4.000 de exponate de toate tipurile de artă plastică. Biblioteca științifică are peste 10.000 de cărți.